# جيمس تشيكوني
جيمس تشيكوني (بالإنجليزية: James Ciccone)‏ مواليد 14 يونيو 1963 في بروكلين، الولايات المتحدة، هو ممثل أمريكي بدأ مسيرته الفنية سنة 2006.

## الأعمال
- غوثام (2017) (بدور: جيوفاني)
- سيد اللاشيء (2016) (بدور: رونالد)
- القانون والنظام: الوحدة الخاصة للضحايا (2016)
- بيرسون أوف إنترست (2016)
- ديرديفيل (2015)
- أز ذا وورلد تيرنز (2010) (بدور: برايس)